# Anoeconeossa secreta
Anoeconeossa secreta är en insektsart som beskrevs av Taylor 1987. Anoeconeossa secreta ingår i släktet Anoeconeossa och familjen rundbladloppor. Inga underarter finns listade i Catalogue of Life.